# Nguyễn Văn Thái (Đại tá Quân đội nhân dân Việt Nam)
Nguyễn Văn Thái (sinh ngày 2 tháng 1 năm 1962) là Đại tá Quân đội nhân dân Việt Nam, Nguyên Cục trưởng Cục Kỹ thuật Quân khu 1.

## Xuất thân
Nguyễn Văn Thái quê quán ở thôn Đại Phú 2, xã Phi Mô (Nay là Thị trấn Vôi), huyện Lạng Giang, tỉnh Bắc Giang.
Ông hiện cư trú ở thôn Đại Phú 2, Thị trấn Vôi, huyện Lạng Giang, tỉnh Bắc Giang . Ông là con trai Đại tá Nguyễn Văn Can, Chính ủy Sư đoàn 3 (1981-1989)

## Giáo dục
- Giáo dục phổ thông: 12/12
- Chỉ huy Tham mưu, Học viện Quốc phòng
- Kỹ sư Thiết bị điện trên xe, Học viện Kỹ thuật Quân sự
- Cao cấp lí luận chính trị

## Sự nghiệp
Năm 1979, ông là học viên Đại học Kỹ thuật quân sự, nay là Học viện Kỹ thuật quân sự
Năm 2005 - 2011, giữ chức Cục phó Cục Kỹ thuật Quân khu 1.
Năm 2011 - 2020, giữ chức Cục trưởng Cục Kỹ thuật Quân khu 1.